# パリス・ダコスタ・ハヤシマ
パリス・ダコスタ・ハヤシマ（PARRIS DACOSTA HAYASHIMA）は時計好きの創業者3人が理想とするスタイルを追求し、毎日身につけるドレスウォッチを提供する独立系ブランド。
時計製造は、スイス・フルリエで、デザインは九州・福岡。

## 概要
創業者は、パリス・リチャード、ダコスタ・トーマス、ハヤシマ・サトシ。ブランド名は創業者のファミリーネームを並べている。3人はそれぞれ事業を行っており時計業界やラグジュアリー業界と無縁。プライベートでは家族ぐるみの付き合いを続ける旧知の仲で、共通の趣味が時計だった。設立当時のマーケットを見渡しても彼らが納得するドレスウォッチが無く、時計談義を繰り返すうちに、自分たちが理想とする時計を作りたい思いが強くなる。特別な時に加えて、日常をエレガントに装うためのドレスウォッチを求めて、構想期間2年という月日をかけてデザインコンセプトを整えてブランドを設立。
時計製造は伝統的な水平分業スタイル。パリス・ダコスタ・ハヤシマの考え方に共感する一流のサプライヤーと業界を知り尽くした監修者とで理想とする時計を企画製造販売する。

## 略歴
2017年12月19日に法人設立。商号または名称は、株式会社パリス・ダコスタ・ハヤシマ。本店所在地は福岡県福岡市中央区赤坂。
2018年7月に、1号機の紺碧（KONPEKI）を25本の世界限定生産でリリース。
2019 年8月23日に、九州福岡の販売店オロジオとヴォーシェの営業技術を迎え、シャンパン交流会を実施。会場は、ハシモト産業株式会社の福岡支店で時計愛好家、職人、ファッション関係、メディア関係など、様々なゲストが休みなく出入りし、シャンパンを片手に新作時計について談笑する。
2019年1月22日に、1号機の紺碧（KONPEKI）の発表会を恵比寿ウェスティンホテル東京内の「ノーブルスタイリングギャラリー」にて開催する。
2024年1月に、2号機の鏡餅（KAGAMIMOCHI）を25本の世界限定生産でリリース。

## モデル（商品）
2018年7月に、1号機の紺碧（KONPEKI）を25本の世界限定生産でリリース。2024年1月に、2号機の鏡餅（KAGAMIMOCHI）を25本の世界限定生産でリリース。

### 紺碧（KONPEKI）
薄型でオーセンティックなスタイルの時計を当時見渡したところ、どれも高価すぎるという動機で、好みの時計を作ったのがブランド設立の発端となる。2017年中頃に理想とするデザイン画を持ち込み、それをベースに制作を進める。
2018年7月に、1号機の紺碧（KONPEKI）を25本の世界限定生産でリリース。モデル名の紺碧は、日本古来の深く濃い青色を表す色の名前で、真夏の空の色。名前が表す濃い青色をアクセントに、毎日使える薄型のステンレススティールの時計。時計本体とバックルはスイス・フルリエで製造。ストラップは日本の福岡で製造。伝統的な水平分業スタイルで製造している。

#### デザイン
紺碧（KONPEKI）のベースデザインは、ダコスタ・トーマスが代々受け継いできたロンジン製ポケットウォッチからデザインの着想を得ている。

#### ムーブメント
PdCH01。ヴォーシェ(VAUCHER Manufacture Fleurier)の薄型マイクロロータームーブメントCal.5401をベースに製造。ローターに銘入れを施し、針と同様の紺碧ブルー（PVD）ネジをアクセントに加えている。

#### ケース
ケースはラ・ショードフォンにあるLAB（Les Artisans Boitiers）、丁寧なポリッシュ仕上げを施す。薄型のマイクロローターと大きめのスモールセコンドを収めるためにチャプターリングを入れて全体のバランスを整えている。

#### ダイアル
Quadrance et Habillage（カドランス・エ・アビヤージュ）。文字盤の表面は細かい凹凸がある梨地仕上げ。盤面に銀分をまぶし馬毛ブラシで表情を整えサンドブラス加工することで、光の反射を抑え視認性を高める実用性と温かみのある文字盤を実現している。

#### ストラップ
福岡の革職人と共に紺碧専用に制作。マット仕上げの天然クロコダイル。クロコダイルの質感を引き出す仕上げ。

#### 箱
紺碧を保管する箱は、八女の木工職人である檜枝氏の協力。材木は40年以上前の古い楠を使用。楠の木の表情を浮き立たせるために、日本の伝統的な塗装技法で仕上げている。箱の内装は紺碧ブルーのピッグスエードを採用。

### 鏡餅（KAGAMIMOCHI）
2024年1月に、2号実機の鏡餅（KAGAMIMOCHI）を25本の世界限定生産でリリース。同ブランド5年ぶりの実機。鏡餅は各部品をそれぞれのサプライヤーに発注し、一つのモデルとして作り上げる、スイス時計製造の伝統的な水平分業制で仕上げている。鏡餅の製造はスイスの独立時計師エマニュエル・ブーシュが参画し助言や製品のパッケージングを行っている。紺碧に続く新作で、ブランドの飛躍を感じさせる完成度。

#### ムーブメント
PdCH02。紺碧と同じくヴォーシェ(VAUCHER Manufacture Fleurier)の薄型マイクロロータームーブメントCal.5401をベースに製造。ムーブメント、随所に手作業にて面取りを施されている。

#### ケースとバックル
ファブリック・デュ・タン　ルイ・ヴィトン。同社はルイ・ヴィトンのウォッチメイキングアトリエ。18KRGと18KWGのケースは、スイスゴールドの印とラ・ファブリック・デュ・タン　ルイ・ヴィトン製を示すLVの刻印がある。

#### ダイアル
メタレム。同社はショパールのLUC1860やフィリップ・デュフォーのシンプリシティを製造。